# Sąd Najwyższy (Australia)
Federalny Sąd Najwyższy, Wysoki Sąd (ang. High Court of Australia) – sąd najwyższej instancji w Związku Australijskim. Mieści się w Canberze. 

## Historia
Utworzenie Federalnego Sądu Najwyższego przewidywał artykuł 71. Ustawy Konstytucyjnej Związku Australijskiego z 1900. Sąd został ustanowiony na podstawie Judiciary Act z 25 sierpnia 1903.
Pierwsze posiedzenie Sądu Najwyższego Australii miało miejsce 6 października 1903 w Melbourne.

## Członkowie
W skład Sądu Najwyższego wchodzi nie mniej niż 3 sędziów, oficjalnie mianowanych przez gubernatora generalnego Australii, w tym Prezes Sądu Najwyższego. Dokładną liczbę sędziów określa Parlament. Sędziowie powoływani są na kadencje kończące się z momentem osiągnięcia przez nich 70 lat. 
Prezes Sądu Najwyższego może zrzec się urzędu dostarczając własnoręcznie sporządzone oświadczenie Gubernatorowi Generalnemu.  
Od 30 stycznia 2017 Prezeską Sądu Najwyższego jest Susan Kiefel. A sędziami: Virginia Bell, Stephen Gageler, Patrick Keane, Geoffrey Nettle, Michelle Gordon i James Edelman.

## Kompetencje
Sąd Najwyższy zajmuje najwyższą pozycję w hierarchii sądów w Australii i jest ostatnią instancją odwoławczą. Ma on prawo do dokonywania sądowej kontroli konstytucyjności prawa, stanowionego zarówno na szczeblu federalnym przez Parlament Australii, jak i na szczeblu stanowym przez Parlamenty Stanowe. Do zadań Sądu Najwyższego należy także stosowanie i dokonywanie wykładni przepisów Konstytucji oraz rozpatrywanie kasacji od decyzji sądów federalnych, stanowych i terytorialnych.
Jurysdykcji Sądu Najwyższego Australii podlegają dwie główne kategorie spraw. Po pierwsze rozstrzyga sprawy wniesione bezpośrednio do Wysokiego Sądu, sprawy wymagające interpretacji przepisów Konstytucji oraz sprawy o szczególnym znaczeniu publicznym i sprawy, w których odstępuje od swoich wcześniejszych decyzji, po drugie rozpatruje odwołania od decyzji innych sądów.
Rozstrzygnięcia Federalnego Sądu Najwyższego są wiążące dla wszystkich australijskich sądów, włącznie ze stanowymi i terytorialnymi Sądami Najwyższymi.